# 西本秋
西本 秋（にしもと あき）は、日本の小説家。

## 経歴・人物
1972年、福井県生まれ。立命館大学文学部卒業。
2002年、「過去のはじまり未来のおわり」で第24回小説推理新人賞を受賞、小説家としてデビューする。以降、数年にわたり、「さくらかい」「今日の子、明日の子」「あかり昇る路」などの短編を『小説推理』に発表する。
2010年、双葉社より長編『向日葵は見ていた』を発表、単行本デビューを果たす。

## 著書
- 向日葵は見ていた（2010年7月 双葉社 / 2013年6月 双葉文庫）
- 闇は僕らをつないでいる（2011年10月 双葉社）
- 天国ゆきカレンダー（2014年1月 ハヤカワ文庫JA）
- 葉書の中の白い街（2014年3月 東京創元社 ミステリ・フロンティア）
  - ミステリ・フロンティア創刊10周年記念作品

## 雑誌掲載作品
- 過去のはじまり未来のおわり（『小説推理』2002年8月号）
- さくらかい（『小説推理』2002年10月号）
- 今日の子、明日の子（『小説推理』2003年10月号）
- 十五年（『小説推理』2004年4月号）
- 大家族（『小説推理』2004年10月号）
- あかり昇る路（『小説推理』2006年5月号）
- ヒーローリング（『小説推理』2007年10月号）
- えい子（『小説推理』2008年11月号）[2]